# Rio Bogata (Moldova)
O Rio Bogata é um rio da Romênia afluente do Rio Moldova, localizado no distrito de Suceava.